# 地形性低気圧
地形性低気圧（ちけいせいていきあつ、Orographic low）とは、高山などの起伏のある地形によって低気圧が分断されて二次的にできる、あるいは風下の減圧効果によってできる、小さな低気圧。気象庁の予報用語においては、「副低気圧」と呼ぶ（予報用語における「地形性の低気圧」は熱的低気圧を意味する）。
水平距離が500~2,000km・高さが地上～上空5・6千mの低気圧が高さ数千m級の山地や高原に差し掛かると、低気圧はそれを避けるように移動するか、高地を挟むように分裂してその後合体するか、分裂したまま進む。多くの場合、衝突によって低気圧に必要な循環バランスが崩れてしまうため、高地通過後は勢力も大きさも衰える。分裂した場合は、低気圧の相互作用により離反・平行またはどちらか一方が勢力を盛り返すパターンとなることが多い。分裂した小さいほうの低気圧が勢力を増し、もとの低気圧は消滅してしまうこともある。
また、水平線に対して平行方向に強い風が吹いているとき、山脈の風下側では、風の合流に伴って規模の小さな低圧部ができる。これも地形性低気圧という。